# Campeonato Africano de Futebol Sub-20 de 2017
O Campeonato Africano de Futebol Sub-20 de 2017 foi a 20ª edição da competição organizada pela Confederação Africana de Futebol (CAF) para jogadores com até 20 anos de idade. O evento foi realizado na Zâmbia entre os dias 26 de fevereiro e 12 de março.

## Equipes participantes
- Zâmbia (anfitriã)
- África do Sul
- Camarões
- Egito
- Guiné
- Mali
- Senegal
- Sudão

## Sedes
| Lusaka                   | Ndola                  |
| ------------------------ | ---------------------- |
| Estádio Heróis Nacionais | Estádio Levy Mwanawasa |
| Capacidade: 60.000       | Capacidade: 50.000     |
|                          |                        |

## Sorteio
O sorteio da competição foi realizado no dia 24 de outubro de 2016 na sede da Confederação Africana de Futebol na cidade de Cairo no Egito.
As equipes foram definidas em seus potes pela posição no ranking da Confederação Africana de Futebol.
| Pote 1             | Pote 2                 | Pote 3             | Pote 4          |
| ------------------ | ---------------------- | ------------------ | --------------- |
| - Zâmbia - Senegal | - Mali - África do Sul | - Camarões - Egito | - Sudão - Guiné |

## Árbitros
Seram 12 árbitros e 14 árbitros assistentes que foi selecionado para o torneio..
Árbitros
- ANG Martins De Carvalho
- BFA Zio Juste Ephrem
- BDI Thierry Nkurunziza
- CMR Antoine Max Effa Essouma
- RSA Gomes Victor Miguel
- EGY Ibrahim Nourdin
- GUI Toure Sekou Ahmed
- TUN Sadok Selmi
- NAM Jackson Pavela
- RWA Louis Hakizimana
- SEN Maguette Ndiaye
- ZAM Chewe Wisdom

Árbitros assistentes
- ALG Mokrani Gourari
- CHA Issa Yahya
- CGO Steven Danilek M. Moyo
- GAM Sosseh Sulayman
- GUI Sidiki Sidibe
- KEN Cheruiyot Gilbert
- UGA Mark Ssonko
- MTN Warr Adbelrahman
- COD Nabina Blaise Sebutu
- SEN Toure sengne cheikh
- SEY Eldrick Adelaide
- RSA Khumalo Steven
- MLI Diakite Moriba
- ZAM Kasengele Romeo

## Fases de grupos
|  | Equipes classificadas para a semifinal e para o Mundial Sub-20 de 2017 |
|  | Equipes eliminadas                                                     |

Todas as partidas seguem o fuso horário da Zâmbia (UTC+2)

### Grupo A
| Seleção | P | J | V | E | D | GP | GC | SG |
| ------- | - | - | - | - | - | -- | -- | -- |
| Zâmbia  | 9 | 3 | 3 | 0 | 0 | 10 | 2  | +8 |
| Guiné   | 4 | 3 | 1 | 1 | 1 | 4  | 4  | 0  |
| Egito   | 2 | 3 | 0 | 2 | 1 | 2  | 4  | -2 |
| Mali    | 1 | 3 | 0 | 1 | 2 | 3  | 9  | -6 |

| 26 de fevereiro | Zâmbia   | 1 – 0     | Guiné | Estádio Heróis Nacionais, Lusaka |
| 15:00           | Daka 47' | Relatório |       | Árbitro: BUR Juste Ephrem Zio    |

| 26 de fevereiro | Egito | 0 – 0     | Mali | Estádio Heróis Nacionais, Lusaka |
| 18:00           |       | Relatório |      | Árbitro: RSA Victor Gomes        |

| 1 de março | Guiné     | 1 – 1     | Egito       | Estádio Heróis Nacionais, Lusaka |
| 15:00      | Touré 79' | Relatório | Abdalla 37' | Árbitro: NAM Jackson Pavaza      |

| 1 de março | Mali     | 1 – 6     | Zâmbia                                                         | Estádio Heróis Nacionais, Lusaka |
| 18:00      | Danté 5' | Relatório | F. Sakala 7' 65' · E. Banda 24' · Mwepu 37' · Chilufya 49' 53' | Árbitro: BOT Joshua Bondo        |

| 4 de março | Zâmbia                       | 3 - 1     | Egito      | Estádio Heróis Nacionais, Lusaka        |
| 15:00      | Daka 48' 90' · F. Sakala 72' | Relatório | Nedved 35' | Árbitro: ANG Hélder Martins de Carvalho |

| 4 de março | Guiné                                       | 3 – 2     | Mali                             | Estádio Levy Mwanawasa, Ndola |
| 15:00      | M. Sylla 49' (pen.) 59' · M. Aly Camara 72' | Relatório | Koïta 2' · M. Diakité 52' (pen.) | Árbitro: CMR Antoine Effa     |

### Grupo B
| Seleção       | P | J | V | E | D | GP | GC | SG |
| ------------- | - | - | - | - | - | -- | -- | -- |
| Senegal       | 7 | 3 | 2 | 1 | 0 | 7  | 4  | +3 |
| África do Sul | 6 | 3 | 2 | 0 | 1 | 9  | 6  | +3 |
| Camarões      | 3 | 3 | 1 | 0 | 2 | 5  | 6  | -1 |
| Sudão         | 1 | 3 | 0 | 1 | 2 | 3  | 8  | -5 |

| 27 de fevereiro | Senegal   | 1 – 1     | Sudão               | Estádio Levy Mwanawasa, Ndola    |
| 15:00           | Niane 88' | Relatório | Mutwakil 21' (pen.) | Árbitro: EGY Ibrahim Nour El Din |

| 27 de fevereiro | Camarões | 1 - 3     | África do Sul            | Estádio Levy Mwanawasa, Ndola   |
| 18:00           | Ayuk 14' | Relatório | Singh 16' 26' (pen.) 57' | Árbitro: BUR Thierry Nkurunziza |

| 2 de março | Sudão          | 1 – 4     | Camarões                                    | Estádio Levy Mwanawasa, Ndola |
| 15:00      | W. Mohamed 79' | Relatório | Ketu 8' · Ayuk 51' · Gouet 73' · Mbaizo 89' | Árbitro: ZAM Wisdom Chewe     |

| 2 de março | África do Sul                      | 3 – 4     | Senegal                                  | Estádio Levy Mwanawasa, Ndola |
| 18:00      | Jordan 1' · Malepe 24' · Singh 81' | Relatório | Ndiaye 48' · Diagne 53' 60' · Diatta 70' | Árbitro: RWA Louis Hakizimana |

| 5 de março | Senegal                | 2 – 0     | Camarões | Estádio Levy Mwanawasa, Ndola |
| 15:00      | Niane 45' · Diatta 48' | Relatório |          | Árbitro: BOT Joshua Bondo     |

| 5 de março | Sudão     | 1 – 3     | África do Sul                            | Estádio Heróis Nacionais, Lusaka |
| 15:00      | Osman 24' | Relatório | Mahlambi 13' · Margeman 60' · Mbatha 66' | Árbitro: GUI Sékou Ahmed Touré   |

## Fase final
|  | Semifinais          | Semifinais         |   |                      | Final                | Final |  |
|  |                     |                    |   |                      |                      |       |  |
|  | 8 de março – Lusaka |                    |   |                      |                      |       |  |
|  | Zâmbia              | 1 (pro.)           |   |                      |                      |       |  |
|  | África do Sul       | 0                  |   |                      |                      |       |  |
|  |                     |                    |   |                      |                      |       |  |
|  |                     |                    |   |                      | 12 de março –Lusaka  |       |  |
|  |                     |                    |   |                      | Zâmbia               | 2     |  |
|  |                     | Senegal            | 0 |                      |                      |       |  |
|  |                     |                    |   |                      |                      |       |  |
|  |                     |                    |   |                      |                      |       |  |
|  |                     |                    |   |                      | Terceiro lugar       |       |  |
|  | 9 de março – Ndola  | 9 de março – Ndola |   | 12 de março – Lusaka | 12 de março – Lusaka |       |  |
|  | Senegal             | 1                  |   | África do Sul        | 1                    |       |  |
|  | Guiné               | 0                  |   |                      | Guiné                | 2     |  |

### Semifinais
| 8 de março | Zâmbia        | 1 – 0 (pro.) | África do Sul | Estádio Heróis Nacionais, Lusaka |
| 18:00      | Chilufya 110' | Relatório    |               | Árbitro: TUN Sadok Selmi         |

| 9 de março | Senegal   | 1 – 0     | Guiné | Estádio Levy Mwanawasa, Ndola |
| 18:00      | Badji 12' | Relatório |       | Árbitro: RWA Louis Hakizimana |

### Disputa pelo terceiro lugar
| 12 de março | África do Sul | 1 – 2     | Guiné                                  | Estádio Heróis Nacionais, Lusaka |
| 14:00       | Jordan 5'     | Relatório | Mohamme 7' (g.c) · Bangoura 85' (pen.) | Árbitro: BUR Juste Ephrem Zio    |

### Final
| 12 de março | Zâmbia                  | 2 – 0     | Senegal | Estádio Heróis Nacionais, Lusaka |
| 17:30       | Daka 17' · Chilufya 35' | Relatório |         | Árbitro: BDI Thierry Nkurunziza  |

## Premiação
| Campeonato Africano de Futebol Sub-20 de 2017 |
| Zâmbia                                        |
| --------------------------------------------- |
| Zâmbia Campeão (1º título)                    |